# Дебърско-Кичевска епархия
Дебърско-Кичевската епархия (на македонска литературна норма: Дебарско-кичевска епархија) е една от епархиите на Македонската православна църква, разположена в западната централна част на Северна Македония. Центърът ѝ е в град Охрид. Обхваща районите на Охрид, Струга, Дебър, Кичево и Брод, в които са петте ѝ архиерейски наместничества.
Известни църкви и манастири в епархията са:
- Бигорски манастир „Свети Йоан Кръстител“, край реката Радика;
- Манастирът „Свети Климент и Пантелеймон“, Охрид
- Манастир „Свети Наум“, на брега на Охридското езеро
- Манастирът „Свети Георги“, село Райчица, Дебърско
- Манастирът „Въведение на Пресвета Богородица Пречиста“, Кичевско
- Църквата „Света София“, Охрид
- Църквата „Света Богородица Перивлепта“ („Свети Климент“), Охрид
- Църквата „Свети Йоан Богослов Канео“, Охрид
- Църквата „Света Богородица Заум“, на брега на Охридското езеро
- Църквата „Света Богородица Каменско“, Охрид[1]

## Охридска катедра

### Глави
Лихнидски (Охридски) епископи (Λυχνιδών)
| Име                 | Години                |
| ------------------- | --------------------- |
| Лаврентий Лихнидски | споменат в 515 година |

Списък на охридски архиепископи и патриарси
Преспански и Охридски на Цариградската патриаршия (Πρεσπών – Αχριδών, Λυχνιδών)
| Име                            | Години      |
| ------------------------------ | ----------- |
| Григорий Охридски              | 1773 – 1774 |
| Исая Преспански и Охридски     | 1774 – 1793 |
| Киприян Преспански и Охридски  | 1793 – 1801 |
| Калиник Преспански и Охридски  | 1801 – 1843 |
| Йосиф Преспански и Охридски    | 1843 – 1847 |
| Дионисий Преспански и Охридски | 1847 – 1858 |
| Йоаникий Преспански и Охридски | 1858 – 1859 |
| Мелетий Преспански и Охридски  | 1860 – 1880 |
| Александър Триандафилидис      | 1880 – 1892 |
| Антим Гедзис                   | 1892 – 1895 |
| Амвросий Ставринос             | 1895 – 1896 |
| Панарет Петридис               | 1896 – 1899 |
| Антим Анастасиадис             | 1899 – 1906 |
| Герман Сакеларидис             | 1906 – 1909 |
| Йоаким Лептидис                | 1909 – 1911 |
| Антим Тумбалидис               | 1911 – 1915 |

Охридски митрополити на Българската екзархия
| Име                            | Години                   |
| ------------------------------ | ------------------------ |
| Натанаил Охридски и Преспански | 1872 – 1880              |
| Синесий Охридски и Преспански  | 1884 – 1894              |
| Григорий Охридски и Преспански | 1894 – 1897              |
| Методий Охридски и Преспански  | 1897 – 1909              |
| Борис Охридски и Преспански    | 1910 – 1913, 1915 – 1918 |

Охридски епископи на Сръбската православна църква
| Име                 | Години      |
| ------------------- | ----------- |
| Николай Велимирович | 1920 – 1931 |

Дебърско-кичевски митрополити на Македонската православна църква
| Име                              | Години      |
| -------------------------------- | ----------- |
| Методий Дебърско-Кичевски        | 1968 – 1976 |
| Ангеларий Дебърско-кичевски      | 1977 – 1981 |
| Тимотей Австралийски, управляващ | 1981 – 1995 |
| Тимотей Дебърско-Кичевски        | 1995 – 2024 |
| Георгий Дебърско-Кичевски        | 2024        |

## Дебърска катедра

### История
След създаването на Българската екзархия в 1870 година, към името на Дебърска епархия е прикрепено и това на Велешка (Δεβρών και Βελισσού), защото тя е изрично упомената във фермана и получава екзархийски митрополит. Българското население в епархията се вдига срещу новия митрополит Антим и иска присъединяване към новооснованата екзархия. Още през декември 1872 година е отправено такова прошение. Въз основа на него ръководството на Екзархията ходатайства пред Портата за освобождаване на населението на епархията от преследванията на гръцкия владика. Антим изпъжда игумена на Бигорския манастир и насилва жителите на Галичник да признаят владичеството му, но те отказват. През лятото на 1874 година следват нови прошения епархията да бъде смятана за екзархийска. Цялата Дебърска каза е проекзархийска, както и 54 села от Кичевска каза, а 25 кичевски села са гъркомански.
След първоначален неутралитет битолският валия Али Саиб паша Гюрчю започва да подкрепя гръцката партия. През май 1874 година игуменът на Кичевския манастир Козма Пречистански събира всички свещеници от казата и те подписват протокол за присъединяване към Екзархията, потвърден по-късно от кметовете на 60 села. Митрополит Антим обаче успява да издейства от властите арестуването му в Битоля и заточението му след един месец в Света гора. Жителите на Кичево отказват да признаят митрополит Антим и митрополитският дом в града е затворен. Митрополит Антим разграбва манастира и унищожава документацията му.
Новият битолски валия Мехмед Рефет паша Байтар заема по-неутрална позиция и дава разрешение на кичевчани да организират българска община и в началото на 1875 година и 25-те гъркомански села подписват махзар за присъединяване към екзархията. Така фактически цялата екзархия без окупирания манастир се подчинява на Екзархията.
През лятото на 1875 година в Дебърска епархия с правителствена заповед са проведени истилями (допитвания), като в Дебърска каза само 2 села и 20 къщи в Дебър подкрепят гръцката църква. Въз основа на резултатите от истилямите Дебърската българска община моли за отстраняване на Антим и назначаване на екзархийски наместник. Поради назряващата революционна криза обаче епархията не успява да получи екзархийски митрополит, а църквите в Дебър и Кичево са предадени на патриаршисткото малцинство.
В 1897 година за български дебърски митрополит е избран Козма Дебърски, който остава на поста в Дебър до 1913 година, когато е изгонен от новите сръбски власти.
Епархията е понижена в епископия, подобно на другите Охридската, Битолската, Злетовско-струмишката и Велешко-дебърската. Митрополия остава единствено Скопската.
През есента на 1915 година, когато по време на Първата световна война в областта е установено българско управление, Козма Дебърски се завръща в епархията си и я управлява до смъртта си през януари 1916 година. Населението на Дебърско се обръща с молба към Светия синод на Българската екзархия за управляващ на епархията да бъде назначен архимандрит Кирил Рилски, тъй като е родом от този край. Синодът препоръчва на управляващия епархията митрополит Борис Охридски да назначи Кирил за свой протосингел в Дебър. Архимандрит Кирил Рилски пристига в Дебър на 26 април 1916 г. Управлява епархията до 18 декември 1918 година, когато след края на войната и изтеглянето на българските войски предава управлението на сръбските духовни власти.
В 1920 година епархията е разделена, като Велешко е предадено на Скопска епархия, а Дебърско – на Охридска.
След разгрома на Югославия от Германия през пролетта на 1941 година, Българската екзархия възстановява своя диоцез в анексираните от България части от Вардарска и Егейска Македония и в Западна Тракия. Временното управление на Охридско-Битолската епархия е връчено на митрополит Филарет Ловчански с помощник епископ Панарет Брегалнишки.

### Глави
Дебърски епископи на Охридската архиепископия (Δεβρών, Δευρών)
| Име               | Години                                                                        |
| ----------------- | ----------------------------------------------------------------------------- |
| Даниил Дебърски   | 1 септември 1528 – споменат на 31 август 1529 като участник на събора в Охрид |
| Мартирий          | в 1579/80                                                                     |
| Киприан Дебърски  | споменат в 1631 – споменат в 1634                                             |
| Евтимий Дебърски  | споменат в 1668                                                               |
| Митрофан Дебърски | ? - 15 октомври 1679, в 1683                                                  |
| Давид Митилинец   | 14 ноември 1694 - споменат на 7 април и 9 юли 1695                            |
| Йоаким Дебърски   | споменат в 1698 – споменат в 1706                                             |
| Никифор Дебърски  | между 1709 и 1714 - между 1714 и 1718                                         |
| Хрисант Дебърски  | между 1714 и 1718 - 6 юли 1718                                                |
| Никифор Дебърски  | 6 юли 1718 - споменат в 1719                                                  |
| Даниил Дебърски   | споменат на 13 януари 1746, 1 март 1753 и 8 юли 1761                          |
| Дионисий Дебърски | средата на XVIII век                                                          |
| Григорий Дебърски | в 1767                                                                        |

Дебърски митрополити на Цариградската патриаршия (Δεβρών, Δευρών)
| Име                | Години                      |
| ------------------ | --------------------------- |
| Антим Дебърски     | 1775 - 1794                 |
| Калиник Дебърски   | юли 1794 - ноември 1802     |
| Йосиф Дебърски     | декември 1802 - август 1809 |
| Антим Дебърски     | 1809 - октомври 1814        |
| Доситей Дебърски   | 1814 - 1919                 |
| Григорий Псарианос | април 1819 - февруари 1829  |
| Йоаким Палеокрасас | 1829 – 1840                 |
| Мелетий Дебърски   | 1840 – 1858                 |
| Генадий Дебърски   | 1858 – 1867                 |
| Антим Гедзис       | 1867 – 1873                 |

Дебърски и Велешки митрополити на Цариградската патриаршия (Δεβρών και Βελισσού)
| Име                        | Години      |
| -------------------------- | ----------- |
| Антим Гедзис               | 1873 – 1876 |
| Калиник Дебърски и Велешки | 1876 – 1880 |
| Антим Гедзис               | 1880 – 1887 |
| Методий Папаемануил        | 1887 – 1891 |
| Антим Пелтекис             | 1891 – 1900 |
| Поликарп Теологидис        | 1900 – 1907 |
| Партений Галяс             | 1907 – 1913 |

Дебърски митрополити на Българската екзархия
| Име            | Години                   |
| -------------- | ------------------------ |
| Козма Дебърски | 1897 – 1913, 1915 – 1916 |

## Кичевска катедра

### История
Епархията е формарана в края на XV или началото на XVI век със седалище Кичево. В 1598 година е присъединена към Дебърската епископия. В началото на XVIII век е присъединена към Преспанската митрополия.
Кичевски епископи на Охридската архиепископия
| Име      | Години                          |
| -------- | ------------------------------- |
| Атанасий | споменат в 1529 и 1532          |
| Герасим  | в надписа на Кичевския манастир |